# Glódís Perla Viggósdóttir
Glódís Perla Viggósdóttir (* 27. Juni 1995 in Kópavogur) ist eine isländische Fußballnationalspielerin. Die Innenverteidigerin ist seit 2021 Vertragsspielerin des FC Bayern München. Sie ist sowohl bei der isländischen A-Nationalmannschaft als auch beim FC Bayern München Mannschaftskapitänin.
Glódís Perla spielte vor ihrem Wechsel nach Deutschland ab 2015 in der höchsten Spielklasse im schwedischen Frauenfußball, der Damallsvenskan, zunächst für Eskilstuna United DFF und von 2017 bis 2021 für den FC Rosengård.

## Karriere

### Vereine
Glódís Perla begann beim Breiðablik Kópavogur mit dem Fußballspielen. 2009 verließ sie Breiðablik und setzte ihre Karriere im Seniorenbereich beim Reserveteam des HK Kópavogur fort. Im August 2011 verließ sie Island und wechselte in die dänische 3F Ligaen zu Horsens SIK. Für den Verein erzielte sie in ihrer ersten Profisaison 14 Tore in 21 Punktspielen.
Sie wurde am 22. Dezember 2011 vom isländischen Champions-League-Teilnehmer Stjarnan Garðabær unter Vertrag genommen. Ihr internationales Debüt gab sie am 26. September 2012 in der Champions League im Spiel gegen den FC Sorki Krasnogorsk. 2015 wechselte sie in die Damallsvenskan, zunächst zum Eskilstuna United DFF, und 2017 zum FC Rosengård. Mit beiden Vereinen nahm sie auch an der Champions League teil und kam 2020/21 mit Letzteren bis ins Viertelfinale, in dem sie gegen den deutschen Vizemeister FC Bayern München ausschied.
Zur Saison 2021/22 wurde sie vom Deutschen Meister FC Bayern München verpflichtet und mit einem bis zum 30. Juni 2024 datierten Vertrag ausgestattet. Sie ist nach Dagný Brynjarsdóttir und Karólína Lea Vilhjálmsdóttir die dritte isländische Spielerin, die für den deutschen Klub aufläuft.
Am 20. September 2023 verkündete sie ihre Vertragsverlängerung bei den Bayern bis 2026.
2024 wurde sie für den Ballon d’Or féminin nominiert.

### Nationalmannschaft
Glódís Perla nahm 2011 mit der U17-Nationalmannschaft an der Europameisterschaft in der Schweiz teil. Seit ihrem A-Länderspieldebüt am 15. September 2012 gegen die nordirische Nationalmannschaft spielt sie für die isländische Nationalmannschaft. Sie nahm mit der Mannschaft an den Europameisterschaften 2013 und 2017 teil. In der Qualifikation zur EM 2022 verpasste sie keine Spielminute und qualifizierte sich mit ihrer Mannschaft als zweitbester Gruppenzweiter. Am 7. April 2022 bestritt sie ebenso wie Dagný Brynjarsdóttir beim 5:0-Sieg im Rahmen der Qualifikation für die WM 2023 gegen Belarus ihr 100. Länderspiel.
Am 11. Juni 2022 wurde sie für die EM-Endrunde nominiert. Nach drei Remis endete die EM, bei der sie in allen Spielen über die volle Spielzeit mitspielte, als Gruppendritte.
Sie stand auch bei den letzten beiden Gruppen-Spielen in der Qualifikation für die WM 2023 in der Startelf. Nach einem 6:0-Sieg gegen Belarus, bei der sie ein Tor erzielte, kam es am letzten Spieltag in Utrecht zum Finale um den Gruppensieg gegen die Niederlande, wobei den Isländerinnen ein Remis gereicht hätte. Bis zur 3. Minute der Nachspielzeit hielten sie ihr Tor sauber, dann mussten sie das einzige Tor des Spiels hinnehmen, wodurch sich die Niederländerinnen qualifizierten und die Isländerinnen in die Play-offs gegen Portugal mussten. Durch eine 1:4-Niederlage nach Verlängerung, bei der ihr der zwischenzeitliche Ausgleich gelang, verpassten sie endgültig die WM-Endrunde.
Da erstmals das Abschneiden bei der WM für die europäischen Teams nicht entscheidend für die Qualifikation zu den Olympischen Spielen 2024 war, hatten die Isländerinnen noch die Chance sich über die UEFA Women’s Nations League 2023/24 für die Spiele in Paris zu qualifizieren. Die Isländerinnen konnten aber nur die beiden Spiele gegen Wales und das letzte Spiel gegen Dänemark gewinnen, verloren aber beide Spiele gegen Deutschland und das Heimspiel gegen Dänemark. Damit verpassten sie als Gruppendritte nicht nur das Final Four Turnier, bei dem um zwei Olympiatickets gespielt wurde, sondern mussten auch in die Relegation. Hier setzten sie sich aber mit 1:1 und 2:1 gegen Serbien durch, so dass sie in Liga A bleiben. Glódís Perla kam in allen Spielen zum Einsatz und erzielte beim 1:0-Sieg gegen Wales das Siegtor.
Am 13. Juni 2025 wurde sie für die EM-Endrunde 2025 nominiert. Sie führte ihre Mannschaft bei den drei Niederlagen als Kapitänin aufs Feld, nach denen die Isländerinnen ausschieden. In der Nachspielzeit des letzten Gruppenspiels erzielte sie gegen Norwegen per Strafstoß das Tor zum 3:4-Endstand.

## Erfolge
UMF Stjarnan
- Isländischer Meister 2013, 2014
- Isländischer Pokal-Sieger 2012, 2013
- Isländischer Superpokal-Sieger 2012
- Isländischer Ligapokal-Sieger 2013, 2014

FC Rosengård
- Schwedischer Meister 2019
- Schwedischer Pokalsieger 2017, 2018

FC Bayern München
- Deutscher Meister 2023, 2024,  2025
- DFB-Pokal-Sieger 2025
- DFB-Supercup-Sieger 2024

## Auszeichnung
- Islands Fußballerin des Jahres: 2022, 2023, 2024